# Crystal Dunn
Crystal Alyssia Dunn (New Hyde Park, Nueva York; 3 de julio de 1992) es una futbolista estadounidense. Juega como defensora y su equipo actual es el Paris Saint-Germain de la Première Ligue de Francia.

## Clubes
| Club                   | País           | Año             |
| ---------------------- | -------------- | --------------- |
| Washington Spirit      | Estados Unidos | 2014 - 2016     |
| Chelsea L.F.C.         | Inglaterra     | 2017 - 2018     |
| North Carolina Courage | Estados Unidos | 2018 - 2020     |
| Portland Thorns FC     | Estados Unidos | 2020 - 2023     |
| Gotham FC              | Estados Unidos | 2024            |
| Paris Saint-Germain    | Francia        | 2025 - presente |

## Palmarés

### Títulos nacionales
| Título                         | Club                   | País           | Año  |
| ------------------------------ | ---------------------- | -------------- | ---- |
| FA WSL Spring Series           | Chelsea                | Inglaterra     | 2017 |
| National Women's Soccer League | North Carolina Courage | Estados Unidos | 2018 |
| National Women's Soccer League | North Carolina Courage | Estados Unidos | 2019 |
| NWSL Challenge Cup             | Portland Thorns        | Estados Unidos | 2021 |
| National Women's Soccer League | Portland Thorns        | Estados Unidos | 2022 |

### Títulos internacionales
| Título           | Equipo                             | Sede    | Año  |
| ---------------- | ---------------------------------- | ------- | ---- |
| Mundial Sub-20   | Selección sub-20 de Estados Unidos | Japón   | 2012 |
| Mundial Femenino | Estados Unidos                     | Francia | 2019 |
| Juegos Olímpicos | Estados Unidos                     | Tokio   | 2020 |

### Distinciones individuales
| Distinción                                       | Año  |
| ------------------------------------------------ | ---- |
| Bota de Oro de la National Women's Soccer League | 2015 |